# Siata Ampurias
El Siata Ampurias es un sedán basado en el SEAT 600, fabricado por la filial Siata Española S.A. en su fábrica situada en Tarragona. El nombre del modelo tiene origen en la antigua ciudad griega romana Ampurias, que estaba situada en el noreste de la península ibérica.
Las modificaciones mecánicas consistieron en aumentarlo a los 750cc, tan solo se fabricó una pequeña serie de 24 unidades.